# Erato voluta
Erato voluta is een slakkensoort uit de familie van de Eratoidae. De wetenschappelijke naam van de soort werd voor het eerst geldig gepubliceerd in 1803 door Montagu als Cypraea voluta.